# Solanum stenotomum
Espèce
Solanum stenotomum est une espèce de plante herbacée et tubéreuse de la famille des Solanaceae originaire d'Amérique du Sud. C'est une espèce de pomme de terre diploïde, cultivée dans les vallées montagneuses de la cordillère des Andes.